# Szergej Valerjevics Ulegin
Szergej Valerjevics Ulegin (oroszul: Сергей Валерьевич Улегин; 1977. október 8. –) orosz síkvízi kenus, olimpiai ezüstérmes, kétszeres világbajnok.
Kenu kettes 500 méteren ezüstérmet szerzett társával, Alekszandr Kosztogloddal a 2008. évi nyári olimpiai játékokon.